# Аму Навруз

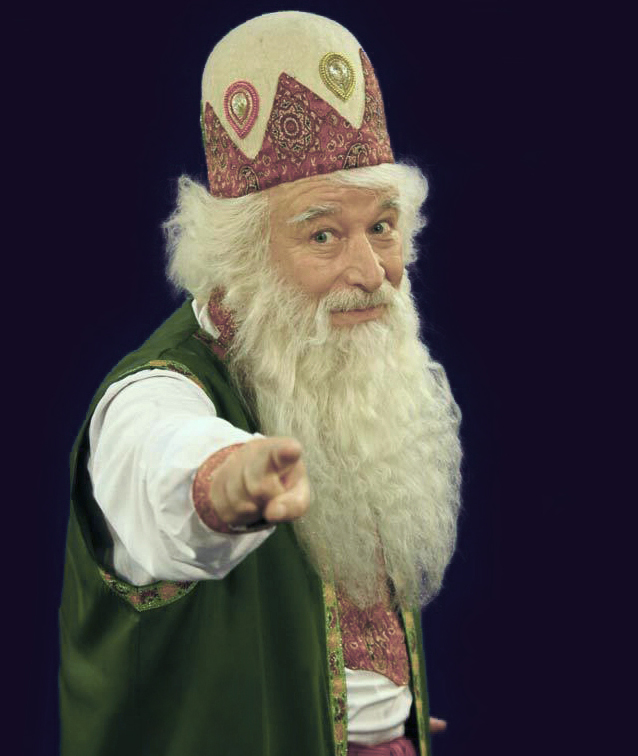
Актор Джавад Енсафі в ролі Аму Навруза

Аму Навруз (перс. عمو نوروز , «Дядько Навруз»), також відомий як Баба Навруз (بابا نوروز) — легендарний персонаж іранського фольклору. За фольклором, він з'являється щорічно на початку весни разом зі своїм супутником Хаджі Фірузом, щоб відзначити початок Навруза, іранського Нового року. На думку деяких істориків, він символізує Зала, батька Ростама, героя Шахнаме.
Напередодні весняного рівнодення, коли іранський Новий рік святкується на іранському культурному континенті від Албанії на заході до Західного Китаю на сході, Аму Навруз приносить дітям подарунки, подібно до західнохристиянського народного персонажа Санта-Клауса. Він є чоловіком Нане Сарма, яка розділяє з ним традиційну історію кохання, у якій вони можуть зустрічатися один з одним лише раз на рік.
Аму Навруза характеризують як літнього сивоволосого чоловіка, який одягає повстяний капелюх і має палицю, довгий плащ із блакитного полотна, пояс, пару гіве на тонкій підошві та пару лляних штанів. Він є мудрою історичною присутністю, яка передає стару історію Навруза молоді. Хаджі Фіруз грає на бубні, танцює і вимагає подарунки, а Аму Навруз дарує.

## Аму Навруз і Нане Сарма
Однією із символічних легенд переходу від старого року до нового є переказ про Аму Навруза та Нане Сарма: За легендою, стара жінка, на ім'я Нане Сарма («Бабуся Мороз») є дружиною Аму Навруза, але може бачити його лише в цю одну ніч у році, після чого вона залишає його та йде своєю дорогою до наступного року.
Інша версія цієї історії говорить, що кожного року в перший день весни Нане Сарма очікує, що дядько Навруз прийде і відвідає її, але перед тим, як він прийде, вона засинає від втоми, а коли прокидається, вона розуміє, що дядько Навруз прийшов і пішов. Також було сказано, що якщо вони побачать один одного, світ буде знищений.
В іншому переказі Аму Навруз мандрує по всьому світу, роздаючи дітям подарунки (подібно до Санта-Клауса), щоб зустріти Нане Сарму, яка його дуже любила. Нане Сарма прокидалася рано в день весняного рівнодення, щоб прибрати вдома та підготувати стіл. Однак кожного року вона засинає перед його приходом. Добросердий Аму Навруз не хотів її будити; натомість він з'їдає частину запропонованої їжі та кладе квітку в її новий одяг. Потім він вирушає, щоб продовжити свою довгу подорож. Коли світанок торкається обличчя Нане Сарма, вона прокидається, усвідомлюючи, що знову пропустила побачення з Аму Наврузом. Кожен рік цикл повторюється, і вона чекає його щовесни.